# 天照火山口

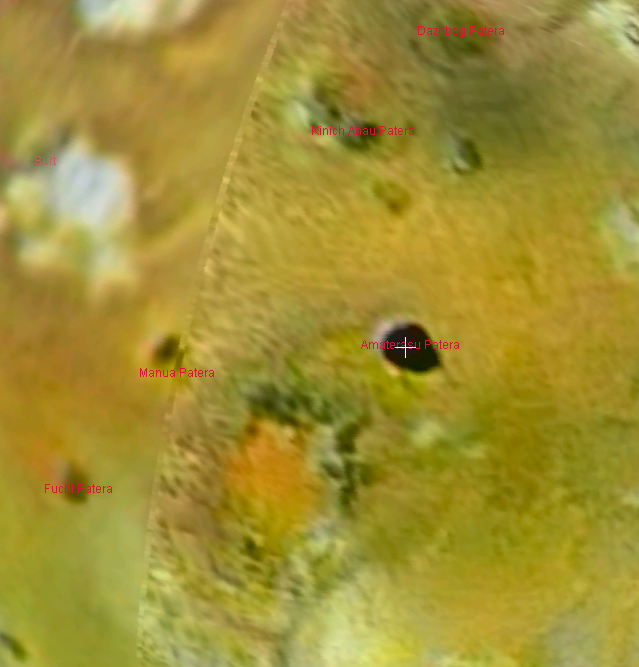
天照火山口，在NASA World Wind的截圖，點擊可看大圖。

天照火山口（Amaterasu Patera）是木星的衛星埃歐上一座呈扇贝状邊緣结构的火山口，它在1979年3月5日的估計溫度大約是281K，是在埃歐上最暗黑的特徵之一，它的熱光譜測量協助支持埃歐的熱點在反照率與溫度的反關聯性，在「伽利略號」太空船首度遶行木星軌道時，這個特徵變得更為黑暗。它的直徑為100公里，位置在37.7°N，306.6°W。它是以日本的太陽神天照大神命名的，在它的北邊是基尼奇·阿哈夫火山口和达日博格火山口，西邊是茂伊火山口和婆火山口。